# The Flying Serpent
Șarpele zburător (titlu original: The Flying Serpent) este un film SF de groază american din 1946 regizat de Sam Newfield (menționat ca  Sherman Scott). În rolurile principale joacă actorii George Zucco, Ralph Lewis, Hope Kramer.

## Prezentare
Nebunul profesor arheolog Andrew Forbes (George Zucco) folosește o bestie pe care a găsit-o pentru a-și ucide dușmanii. Creatura este zeul aztec Quetzalcoatl. Încet-încet, cei care știu acest lucru încercă să-l oprească atât pe maniac cât și pe monstrul său.

## Distribuție
- George Zucco ca Prof. Andrew Forbes
- Ralph Lewis ca  Richard Thorpe
- Hope Kramer ca Mary Forbes
- Eddie Acuff ca Jerry 'Jonsey' Jones
- Wheaton Chambers ca Louis Havener
- James Metcalf ca Dr. Lambert
- Henry Hall ca Sheriff Bill Hayes
- Milton Kibbee ca Hastings
- Budd Buster ca Head of Inquest
- Terry Frost ca Vance Bennett

## Refacere
Filmul a fost vag refăcut în anii 1980 de către regizorul Larry Cohen care a realizat pelicula Q (1982) cu Michael Moriarty, Candy Clark și Richard Rountree.